# هايلي بروك
هايلي بروك (بالإنجليزية: Hayley Brock)‏ هي لاعبة كرة قدم أمريكية، ولدت في 3 أغسطس 1992 في أكتون في الولايات المتحدة. لعبت مع شيكاغو رد ستارز.

## وصلات خارجية
- هايلي بروك على موقع قاعدة بيانات كرة القدم.إي يو (الإنجليزية)
- هايلي بروك على موقع Soccerway.com (الإنجليزية)